# 賓福特和艾索沃斯 (英國國會選區)

選區在大倫敦的位置

布倫特福德和艾爾沃思（英語：Brentford and Isleworth），英國國會一自治市選區，包括大倫敦西部豪士羅區東部的十個地方選區。
始設於1974年。本區一直支持保守黨，直到1997年工黨才首次勝出。在2010年大選中，尋求連任的工黨議員安·基思被保守黨的瑪莉·麥克勞德以37.2%選票擊敗。